# Bembidion semicinctum
Bembidion semicinctum är en skalbaggsart som beskrevs av Norman. Bembidion semicinctum ingår i släktet Bembidion och familjen jordlöpare. Inga underarter finns listade i Catalogue of Life.

## Bildgalleri

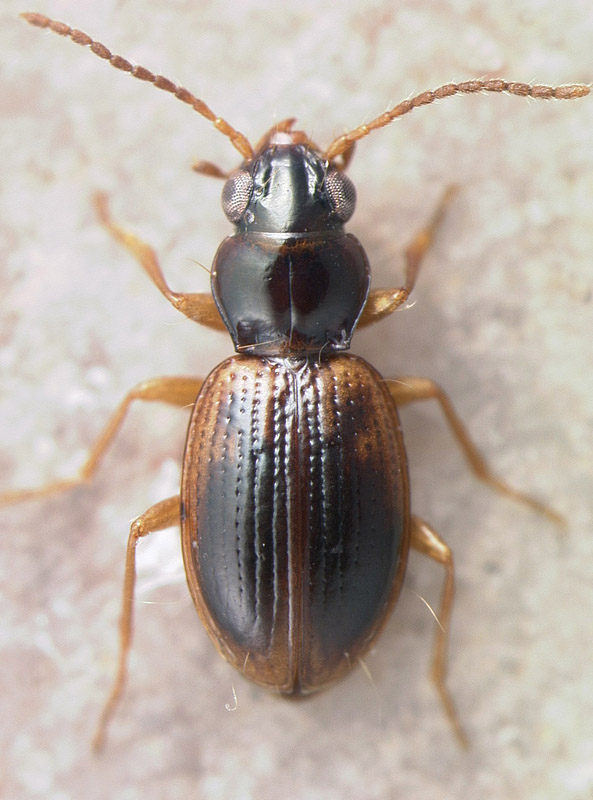